# 大越義久
大越 義久（おおこし よしひさ、1949年3月27日 - ）は、日本の刑法学者。東京大学名誉教授。神奈川県生まれ。

## 略歴
神奈川県立川崎高等学校卒、1971年上智大学法学部卒業。73年上智大学大学院法学研究科修士課程。
1980年東京大学大学院法学政治学研究科博士課程修了、「共犯の処罰根拠」で法学博士の学位を取得。
1977年10月筑波大学第一学群専任講師、1982年神戸大学法学部助教授、1984年同法学部教授、1993年大阪地裁判事を経て、1996年東京大学大学院総合文化研究科教授。
2013年より神奈川大学法科大学院教授。2020年3月神奈川大学定年退職。
東京大学名誉教授、放送大学教養学部客員教授。

## 学説
上智大学修士課程では内田文昭に学び、東京大学博士課程で平野龍一に学ぶ。
我が国では共犯の処罰根拠については、必要的共犯など共犯の問題と関連して論じられるに留まり、それ自体を中心に扱った研究は無かった。そのような状況の中で共犯の処罰根拠を自覚的に扱い、惹起説が通説という位置づけを与えられる足がかりとなった。研究テーマは、主に学説と実務の架橋を研究。また、学者出身の大阪地裁判事は23年ぶり4人目だった。

## 著書
- 『共犯の処罰根拠』 （青林書院新社、1981年）
- 『共犯論再考』 （成文堂、1989年）
- 『刑法解釈の展開』 （信山社出版、1992年）
- 『刑法総論 第5版』 （有斐閣、2012年、初版1991年）
- 『刑法各論 第4版』 （有斐閣、2012年、初版1999年）
- 『教材刑事法入門』 （東京大学出版会、1999年10月）
- 『刑罰論序説』 （有斐閣、2008年5月）
- 『現代の犯罪と刑罰』 （放送大学教育振興会、2009年）